# Metitepin
Metitepin (INN), isto tako poznat kao metiotepin, je lek koji deluje kao antagonist raznih serotoninskih i dopaminskih receptora. On se koristi kao antipsihotik.

## Literatura
1. ↑  Monachon MA, Burkard WP, Jalfre M, Haefely W (1972). „Blockade of central 5-hydroxytryptamine receptors by methiothepin”. Naunyn Schmiedebergs Arch. Pharmacol. 274 (2): 192—7. PMID 4340797. doi:10.1007/BF00501854.
2. ↑  Dall'Olio R, Vaccheri A, Montanaro N (1985). „Reduced head-twitch response to quipazine of rats previously treated with methiothepin: possible involvement of dopaminergic system”. Pharmacol. Biochem. Behav. 23 (1): 43—8. PMID 2994121. doi:10.1016/0091-3057(85)90128-5.

## Spoljašnje veze
- Methiothepin на 

|  | Molimo Vas, obratite pažnju na važno upozorenje u vezi sa temama iz oblasti medicine (zdravlja). |